# Grand Prix du Portugal 2007
Il Grand Prix du Portugal 2007, prima edizione della corsa, valida come evento del circuito UCI Europe Tour 2007 categoria 2.NC, si svolse in tre tappe dal 30 marzo al 1º aprile 2007 da Felgueiras a Alto Santa Quitéria su un percorso totale di circa 463,9 km. Fu vinto dal portoghese Vitor Rodrigues, che terminò la gara con il tempo di 11 ore 48 minuti e 36 secondi alla media di 39,28 km/h.
Al traguardo di Alto Santa Quitéria 76 ciclisti completarono la gara.

## Tappe
| Tappa  | Data      | Percorso                         | km    | Vincitore di tappa   | Leader cl. generale  |
| ------ | --------- | -------------------------------- | ----- | -------------------- | -------------------- |
| 1ª     | 30 marzo  | Felgueiras > Felgueiras          | 165,2 | Francesco Ginanni    | Francesco Ginanni    |
| 2ª     | 31 marzo  | Felgueiras > Lixa                | 159,5 | Jonas Aaen Jørgensen | Jonas Aaen Jørgensen |
| 3ª     | 1º aprile | Felgueiras > Alto Santa Quitéria | 139,2 | Vitor Rodrigues      | Vitor Rodrigues      |
| Totale | Totale    | Totale                           | 463,9 |                      |                      |

## Squadre partecipanti
| N.    | Cod. | Squadra      |
| ----- | ---- | ------------ |
| 1-6   | SWE  | Svezia       |
| 11-16 | PRT  | Portogallo A |
| 21-26 | RUS  | Russia       |
| 31-36 | DEU  | Germania     |
| 41-46 | ESP  | Spagna       |
| 51-56 | LUX  | Lussemburgo  |
| 61-66 | LAT  | Lettonia     |
| 71-76 | SVN  | Slovenia     |

| N.      | Cod. | Squadra      |
| ------- | ---- | ------------ |
| 81-86   | FRA  | Francia      |
| 91-96   | DNK  | Danimarca    |
| 101-106 | USA  | Stati Uniti  |
| 111-116 | ITA  | Italia       |
| 121-126 |      | MISTA        |
| 131-136 | NLD  | Paesi Bassi  |
| 141-146 | TUR  | Turchia      |
| 151-156 | PRT  | Portogallo B |

## Dettagli delle tappe

### 1ª tappa
- 30 marzo: Felgueiras > Felgueiras – 165,2 km

Risultati
| Pos. | Corridore            | Squadra     | Tempo    |
| ---- | -------------------- | ----------- | -------- |
| 1    | Francesco Ginanni    | Italia      | 3h59'08" |
| 2    | Jonas Aaen Jørgensen | Danimarca   | s.t.     |
| 3    | Ben Gasteuer         | Lussemburgo | s.t.     |

| Pos. | Corridore            | Squadra     | Tempo    |
| ---- | -------------------- | ----------- | -------- |
| 1    | Francesco Ginanni    | Italia      | 3h58'58" |
| 2    | Jonas Aaen Jørgensen | Danimarca   | a 4"     |
| 3    | Ben Gasteuer         | Lussemburgo | a 6"     |

### 2ª tappa
- 31 marzo: Felgueiras > Lixa – 159,5 km

Risultati
| Pos. | Corridore            | Squadra      | Tempo    |
| ---- | -------------------- | ------------ | -------- |
| 1    | Jonas Aaen Jørgensen | Danimarca    | 4h10'18" |
| 2    | Tiago Machado        | Portogallo A | s.t.     |
| 3    | Cyril Gautier        | Francia      | s.t.     |

| Pos. | Corridore            | Squadra     | Tempo    |
| ---- | -------------------- | ----------- | -------- |
| 1    | Jonas Aaen Jørgensen | Danimarca   | 8h09'10" |
| 2    | Ben Gasteuer         | Lussemburgo | a 12"    |
| 3    | Cyril Gautier        | Francia     | a 29"    |

### 3ª tappa
- 1º aprile: Felgueiras > Alto Santa Quitéria – 139,2 km

Risultati
| Pos. | Corridore       | Squadra      | Tempo    |
| ---- | --------------- | ------------ | -------- |
| 1    | Vitor Rodrigues | Portogallo A | 3h38'56" |
| 2    | Gašper Švab     | Slovenia     | a 3"     |
| 3    | Tiago Machado   | Portogallo A | a 5"     |

| Pos. | Corridore       | Squadra      | Tempo     |
| ---- | --------------- | ------------ | --------- |
| 1    | Vitor Rodrigues | Portogallo A | 11h48'36" |
| 2    | Tiago Machado   | Portogallo A | a 4"      |
| 3    | Gašper Švab     | Slovenia     | a 8"      |

## Classifiche finali

### Classifica generale
| Pos. | Corridore           | Squadra      | Tempo     |
| ---- | ------------------- | ------------ | --------- |
| 1    | Vitor Rodrigues     | Portogallo A | 11h48'36" |
| 2    | Tiago Machado       | Portogallo A | a 4"      |
| 3    | Gašper Švab         | Slovenia     | a 8"      |
| 4    | Cyril Gautier       | Francia      | a 9"      |
| 5    | Ben Gasteuer        | Lussemburgo  | a 14"     |
| 6    | Alexander Gottfried | Germania     | a 21"     |
| 7    | John Devine         | Stati Uniti  | s.t.      |
| 8    | Thomas Brigaud      | Francia      | a 35"     |
| 9    | Julien El Fares     | Francia      | a 36"     |
| 10   | Andrej Solomennikov | Russia       | a 41"     |

### Classifica a punti
| Pos. | Corridore            | Squadra      | Punti |
| ---- | -------------------- | ------------ | ----- |
| 1    | Jonas Aaen Jørgensen | Danimarca    | 45    |
| 2    | Tiago Machado        | Portogallo A | 38    |
| 3    | Cyril Gautier        | Francia      | 29    |
| 4    | Vitor Rodrigues      | Portogallo A | 27    |
| 5    | Alexander Gottfried  | Germania     | 23    |

### Classifica scalatori
| Pos. | Corridore          | Squadra      | Punti |
| ---- | ------------------ | ------------ | ----- |
| 1    | Alexandr Pliuschin | Mista        | 33    |
| 2    | John Devine        | Stati Uniti  | 21    |
| 3    | Tiago Machado      | Portogallo A | 21    |
| 4    | Gašper Švab        | Slovenia     | 21    |
| 5    | Thomas Brigaud     | Francia      | 16    |

### Classifica giovani
| Pos. | Corridore           | Squadra     | Tempo     |
| ---- | ------------------- | ----------- | --------- |
| 1    | Cyril Gautier       | Francia     | 11h48'45" |
| 2    | Ben Gasteuer        | Lussemburgo | a 5"      |
| 3    | Andrej Solomennikov | Russia      | a 32"     |
| 4    | Alexandr Pliuschin  | Mista       | a 44"     |
| 5    | Abdelka Belmokhtar  | Mista       | a 3'28"   |

### Classifica a squadre
| Pos. | Squadra      | Tempo     |
| ---- | ------------ | --------- |
| 1    | Francia      | 35h27'13" |
| 2    | Portogallo A | a 2'45"   |
| 3    | Mista        | a 3'58"   |
| 4    | Stati Uniti  | a 9'44"   |
| 5    | Danimarca    | a 10'18"  |